# 董紹邦
董绍邦，字体庵，江南宜兴人，清朝政治人物、同進士出身。
順治十二年，登進士，授福建永安县知县。顺治十八年，因“江南奏銷案”被降，康熙十二年，补梧州府經歷。有子董儒龙。